# Emil Jerlov
Emil Jonathan Jerlov, född 17 mars 1891 i Eslöv, död 30 januari 1976 i Vittsjö församling, Kristianstads län, var en svensk läkare. Han var bror till Sigbert Jerlov, halvbror till Nils Jerlovs far och bror till Karin Jerlov, Fritiof Nilsson Piratens första hustru.
Jerlov, som var son till grosshandlare Nils Johnson och Ingrid Åkerman, blev efter studentexamen i Lund 1909 medicine kandidat 1913, medicine licentiat 1917 och medicine doktor 1925 på avhandlingen Über Appendizitis während der Gravidität und im Puerperium, allt i Stockholm. 
Jerlov var extra läkare vid Garnisonssjukhuset i Stockholm 1915–1916, tillförordnad andre kirurg vid Kronprinsessan Lovisas barnsjukhus 1916, extra läkare vid truppförläggning i Kalix och tillförordnad läkare vid sjukstugan i Kalix 1917, amanuens på Allmänna barnbördshuset i Stockholm 1918, underläkare där 1918–1920, underläkare vid kirurgiska avdelningen på Karlstads centrallasarett 1920–1921, amanuens och underläkare på Sabbatsbergs sjukhus gynekologiska klinik 1922–1926, överläkare och chef för Helsingborgs stads barnbördshus 1926–1935 samt professor och överlärare vid barnmorskeanstalten i Göteborg 1935–1956 och överläkare vid kvinnokliniken på Sahlgrenska sjukhuset under samma tid. 
Jerlov författade skrifter huvudsakligen i obstetrisk-gynekologiska och kirurgiska ämnen. Han var även en ivrig amatörastronom och uppförde ett eget observatorium i Skogatorp utanför Vittsjö i Skåne.